# Boris Wladimirowitsch Tortunow
Boris Wladimirowitsch Tortunow (russisch Борис Владимирович Тортунов; * 14. August 1973 in Tscheljabinsk, Russische SFSR) ist ein ehemaliger russischer Eishockeytorwart.

## Karriere
Boris Tortunow begann seine Karriere als Eishockeyspieler in seiner Heimatstadt beim HK Metschel Tscheljabinsk, für dessen Profimannschaft er in der Saison 1991/92 sein Debüt in der zweitklassigen Wysschaja Liga gab. Im Laufe der folgenden Spielzeit wechselte der Torwart zum HK Metallurg Magnitogorsk, für den er in den folgenden viereinhalb Jahren in der Superliga aktiv war. Nachdem er die Saison 1996/97 bei Metallurgs Ligarivalen Neftechimik Nischnekamsk verbracht hatte, kehrte er nach Magnitogorsk zurück, mit dem er auf europäischer Ebene 1999 und 2000 jeweils die European Hockey League gewann. Zudem wurde er in der Saison 1998/99 mit dem Team aus der Oblast Tscheljabinsk erstmals in seiner Laufbahn Russischer Meister. Im Vorjahr war er bereits Vizemeister und Pokalsieger mit seiner Mannschaft geworden. 
Gegen Ende der Saison 1999/2000 unterschrieb Tortunow bei Lokomotive Jaroslawl, für das er ebenso ein Jahr lang spielte wie anschließend für Krylja Sowetow Moskau. Für die Saison 2002/03 kehrte der Russe nach Magnitogorsk zurück. Nachdem er die folgende Spielzeit bei Chimik Woskressensk und Ak Bars Kasan in der Superliga begonnen hatte, unterschrieb er in seiner Heimatstadt beim Zweitligisten HK Traktor Tscheljabinsk. Von 2005 bis 2007 trat der russische Meister von 1999 für den HK Awangard Omsk in der Superliga an, mit dem er in der Saison 2005/06 an seinem Ex-Club Ak Bars Kasan erst im Playoff-Finale scheiterte. Die Saison 2007/08 begann er beim HK Dinamo Minsk aus der belarussischen Extraliga. Diesen verließ er nach nur zehn Spielen (eines davon hatte er für Minsk's zweite Mannschaft bestritten) wieder und wurde von Witjas Tschechow verpflichtet. 
Für Witjas Tschechow spielte Tortunow auch in der Saison 2008/09 in der neugegründeten Kontinentalen Hockey-Liga. In dieser wies er mit nur zwei Siegen in 16 Spielen, in denen er beim entscheidenden Tor zwischen den Pfosten stand, eine deutlich negative Bilanz auf, weshalb sein Vertrag am Saisonende nicht mehr verlängert wurde. Zur Saison 2009/10 wechselte er zum HK Jesenice aus der Österreichischen Eishockey-Liga, wurde jedoch bereits nach drei schwachen Auftritten von seinem Team entlassen, woraufhin er seine Karriere beendete.

## Erfolge und Auszeichnungen
- 1998 Russischer Vizemeister mit dem HK Metallurg Magnitogorsk
- 1998 Russischer Pokalsieger mit dem HK Metallurg Magnitogorsk
- 1999 Russischer Meister mit dem HK Metallurg Magnitogorsk
- 1999 European-Hockey-League-Gewinn mit dem HK Metallurg Magnitogorsk
- 2000 European-Hockey-League-Gewinn mit dem HK Metallurg Magnitogorsk
- 2006 Russischer Vizemeister mit dem HK Awangard Omsk